# 트라이클로로아세트산
트리클로로아세트산 (trichloroacetic acid, tichloroethanic)은 메틸의 모든 수소 원자가 염소원자로 대체된 형태의 화합물이다. 이 물질은 DNA나 RNA같은 고분자 물질의전을 위해 생화학 실험에서 널리 쓰인다. 해당 물질의 나트륨 염은 제초제로 쓰인다. 해당 산을 포함한 용액은 화학적 박피나 문신제거 같은 화장품 용도로 쓰인다.

## 같이 보기
- 다이클로로아세트산
- 클로로아세트산